# Kurt Maflin
Kurt Graham Maflin (Lewisham, Londres, 8 de agosto de 1983) é um jogador profissional de snooker anglo-norueguês, que é profissional desde 2000, mas que interrompeu a carreira entre 2005 e 2007 e entre 2008 e 2010. É um dos 21 jogadores profissionais de snooker que já conseguiu por mais de uma vez fazer um break máximo de 147 pontos. Participa pela Noruega desde 2004 nas competições de snooker, tendo antes participado pela Inglaterra (2000-2004).